# Microtus ochrogaster
Microtus ochrogaster (Полівка прерійна) — вид гризунів родини Хом'якові (Cricetidae).

## Проживання
Країни проживання: Канада (Альберта, Манітоба, Саскачеван), США (Алабама, Арканзас, Колорадо, Іллінойс, Індіана, Айова, Канзас, Кентуккі, Луїзіана - Регіонально вимерли, Мічиган, Міннесота, Міссурі, Монтана, Небраска, Нью-Мексико, Північна Дакота, Огайо, Оклахома, Південна Дакота, Теннессі, Техас, Західна Вірджинія, Вісконсин, Вайомінг). Живуть в різних прерійних місцях проживання, а також сільськогосподарських угіддях на узвишші.

## Морфологічні особливості
Має грубе сіро-коричневе хутро зверху й жовтуватий хутро на нижній частині тіла. Має короткі вуха і короткий хвіст, який є дещо темнішим зверху.

## Життя
Активні цілий рік. У холодну погоду, вони мають тенденцію бути більш активними протягом дня, в інших випадках, ведуть в основному нічний спосіб життя. Живуть колоніями. Їсть трави, коріння, плоди, насіння, кору і деяких комах. Хижаки: койоти, яструби, сови, лисиці і змії. Можуть розмножуватись цілий рік, особливо навесні / восени. Вагітність триває 20-23 днів. Є кілька приплодів на рік. Народжується 1—7, в середньому 3—4 дитинча.